# The Ring (phim 2002)
The Ring là một bộ phim kinh dị tâm linh Mỹ sản xuất năm 2002, được làm lại từ phim Ring (1998) (hay còn gọi là Ringu) của Nhật Bản. Cả hai bộ phim đều dựa theo cuốn tiểu thuyết Ring - Vòng tròn ác nghiệt của Koji Suzuki. Bộ phim được đạo diễn bởi Gore Verbinski với các diễn viên chính Naomi Watts và Martin Henderson. Bộ phim xếp thứ 20 trong top 100 khoảnh khắc kinh dị nhất mọi thời đại của kênh truyền hình cáp Bravo.
Sau khi công chiếu vào ngày 18 tháng 10 năm 2002, bộ phim xếp thứ nhất tại Mỹ với doanh thu 15 triệu đôla. Tổng doanh thu bộ phim đạt 249.348.933 đôla, là một trong những phim kinh dị thành công nhất mọi thời đại.

## Nội dung
Câu chuyện bắt đầu vào một buổi tối khi hai cô gái trẻ trò chuyện với nhau về kỳ nghỉ cuối tuần trước đó, khi Katie Embry (do Amber Tamblyn thủ vai) đã cùng vài người bạn nghỉ tại một căn chòi trên núi. Trong lúc trò chuyện, lời đồn về cuốn băng video nguyền rủa được đề cập tới. Cô gái còn lại Rebecca "Becca" Kotler (do Rachael Bella thủ vai) nói rằng, bất cứ ai xem cuộn băng đó sẽ nhận được một cú điện thoại với những lời thì thào: "Mi sẽ chết trong bảy ngày nữa." ("You will die in seven days"). Rồi, đúng 7 ngày sau khi xem cuốn băng (chính xác đến từng phút), người đó sẽ chết. Bất chợt, Katie thú nhận trong kinh hoàng rằng cô đã xem cuộn băng với những người bạn vào đúng 7 ngày trước đó. Sau một loạt những hiện tượng không thể giải thích, bao gồm việc chiếc tivi tự động bật lên với những âm thanh rè rè, Katie bị chết một cách rất bí ẩn trong khi Becca đột nhiên bị mù. Không ai biết được nguyên nhân gì đã làm Katie chết nhưng việc này làm cho Becca bị tâm thần.
Bộ phim xuất hiện nhân vật Rachel Keller (do Naomi Watts thủ vai), dì của Katie, một nhà báo điều tra ở Seatle. Con trai cô, Aidan (David Dorfman), rất thân với người chị họ đã mất, và có vẻ vô cùng nhạy cảm với những hiện tượng tâm linh. Tại đám tang của Katie, Rachel bắt đầu tìm hiểu nguyên nhân cái chết của cháu gái và có những nghi ngờ về cuộn băng bí ẩn. Cô tìm đến căn chòi nơi Katie cùng bạn bè đã tới. (Tất cả những ai đã đi cùng Katie đều đã chết vào đúng đêm hôm trước.) Tại đó, Rachel đã tìm ra cuộn băng và xem nó. Cô copy nó lại cho bạn trai cũ, Noah (do Martin Henderson đóng), cũng là bố của Aidan, một chuyên gia về video. Nhưng không may, 2 ngày sau, Aidan cũng xem nó.
Rachel chuyển hướng điều tra sang chính cuộn băng bí ẩn, bao gồm những hình ảnh đen trắng mờ ảo và nhòe nhoẹt, hiện ra một cách ngẫu nhiên. Cô tìm ra một cô bé tên là Samara Morgan đã được nhận nuôi và đã từng có thời gian bị điều trị tại bệnh viện. Tại đây, cô bé thường xuyên vẽ hình những vòng tròn. Cô bé cuối cùng đã bị giết chết bởi bố mẹ nuôi. Họ giết Samara vì họ tin rằng cô bé đã gây ra bệnh điên của người mẹ cùng cái chết của những con ngựa. Rachel cùng Noah tìm tới nơi Samara đã chết, một đáy giếng tối tăm. Cô bị ngã xuống giếng và mò ra xác của Samara. Cái xác được đưa đi chôn, mang theo sự ngủ yên của linh hồn cô bé.
Tưởng chừng như mọi chuyện đã trở lại bình thường, Rachel thông báo với con rằng họ sẽ không bị ám ảnh bởi cái chết oan uổng của Samara nữa. Thế nhưng, cậu bé ngay lập tức trả lời, linh hồn của Samara đã được giải thoát và nó sẽ tiếp tục giết người, bằng chứng là những vết bầm trên tay Aidan trong cơn ác mộng về Samara (Điều đã từng xảy ra với Rachel). Bộ phim đưa đến cảnh quay kinh dị và khó quên nhất, trong khi Noah đang xem xét các cuốn phim, bất chợt, chiếc tivi đột ngột bật lên, y như những gì diễn ra trước khi Katie chết. Noah tắt TV đi như bình thường nhưng nó lại bật lên. Noah chợt thấy có chuyện chẳng lành. Trên màn hình xuất hiện một cái giếng và một cô bé tóc dài, chính là Samara, đang trèo ra và tiến lại phía màn hình. Noah sợ hãi lùi lại phía sau, mặt cắt không một giọt máu trong khi Samara từ từ chui ra khỏi chiếc tivi. Noah run rẩy làm đổ nhào chiếc kệ sách phía sau, cố gắng chạy đi trước khi ngoảnh đầu lại và thấy Samara đang nhìn chằm chằm. Noah chết ngay tức thì. Rachel thực sự đau đớn và sợ hãi rằng Aidan cũng sẽ giống như bố cậu bé, nhưng rồi, cô nhận ra rằng, cách duy nhất thoát khỏi Samara là phải copy cuộn băng và đưa nó cho người khác xem, The Ring sẽ lại được tiếp diễn. Bộ phim kết thúc khi hai mẹ con Rachel đang copy cuộn băng.

## Đánh giá chuyên môn
The Ring nhận được phần lớn khen ngợi từ các nhà phê bình phim. Bộ phim nhận được 72% đánh giá tốt trên tổng số 166 đánh giá tại Rotten Tomatoes, và số điểm 57/100 (trung bình) từ Metacritic với 36 ý kiến. Jeremy Conrad của IGN đã khen ngợi The Ring về bầu không khí nghẹt thở bao trùm toàn bộ phim cùng kỹ thuật quay phim điêu luyện." Jim Agnew từ Film Threat gọi bộ phim là sự xuyên suốt đầy u ám, ghê rợn và đặc sắc. "Các bạn sẽ được xem một tác phẩm hơi khác so với những gì thường thấy." Những lời khen đến với đạo diễn Gore Verbinski cho sự hé mở từ từ nội dung trong khi không làm khán giả rời mắt khỏi màn hình "vòng xoáy liên tục sâu hơn, và Verbinski mang tới một món quà giá trị cho sự kỳ vọng của khán giả."
Bên cạnh những lời khen cho đạo diễn, nhiều ý kiến không bằng lòng về các nhân vật do họ "quá yếu". Jonathan Rosenbaurn của Chicago Reader đã nhận xét "một sự phí phạm thực sự của Watts... có thể bởi vì kịch bản không cho cô ấy một nhân vật"  trong khi đó những phê bình khác như của William Arnold từ Seattle Post-Intelligencer nói hoàn toàn ngược lại: "Cô ấy thể hiện sự thông minh, quyết đoán và tài năng..." Rất nhiều nhà phê bình đánh giá cao nhân vật của David Dorfman, một đứa trẻ với giác quan thứ sáu. Khá nhiều nhà phê bình, như Rene Rodriguez của Miami Herald và Claudia Puig của USA Today tự thấy không hài lòng và nghĩ rằng kết thúc của bộ phim không có ý nghĩa lắm.